# 神津カンナのあんな話こんな話
『神津カンナのあんな話こんな話』（こうづカンナの あんなはなし こんなはなし）はアール・エフ・ラジオ日本で2011年4月より放送されている対談番組である。
神津カンナがパーソナリティーとして、「注目している人」「気になっていた人」を月替わりで招き、話を聞く形式で進められる。
なお、2023年12月分は、カンナが病気療養中のため、増田明美がパーソナリティー代行を務めた。